# Dansa, min docka...
Dansa, min docka... är en svensk thrillerkomedifilm från 1953 i regi av Martin Söderhjelm. I huvudrollerna ses Nils Poppe, Gunnar Björnstrand, Adolf Jahr, Inga Landgré och Kenne Fant.

## Handling
Den deckarbitne folkskolläraren Sebastian Pettersson blir indragen i mordiska förvecklingar efter att ha funnit en sönderstyckad skyltdocka. 

## Om filmen
Inspelningen av filmen skedde med ateljéfilmning i Filmstaden Råsunda och med exteriörer från Nybroviken (Stockholm), Halmsjön (Arlanda), Lövsta samt i Vaxholm och Värtans gasverk av fotografen Martin Bodin.
Filmen hade premiär den 20 juli 1953 på biograf Spegeln i Stockholm. Den har visats vid ett flertal tillfällen i SVT, bland annat 1991, 1994, i januari 2021 och i april 2023.

## Rollista i urval
- Nils Poppe – Sebastian Pettersson, småskollärare och amatördetektiv i Skrabbarp
- Inga Landgré – Elise, elev vid Musikaliska Akademien, konstnärsmodell
- Kenne Fant – Holger, före detta tjänsteman i Utrikesdepartementet
- Gunnar Björnstrand – Zdenko Zapatil, invandrad tjeckisk skulptör
- Adolf Jahr – Albin Kvist, kyrkvaktmästare, f.d. inbrottstjuv
- Henrik Schildt – Erik, gangster
- Gull Natorp – fru Uggla, antikvariatsinnehavarinna
- Märta Dorff – Hildur, hushållerska hos Sebastian, Albins syster
- Ragnvi Lindbladh – Lilly, flicka på glid, Eriks f.d. väninna
- Börje Mellvig – Bertold, överkonstapel
- Helge Hagerman – Svensson, skyltdocksfabrikör, ligachef
- Dagmar Ebbesen – fru Valldin, Zapatils värdinna
- Curt Löwgren – frisör, ligamedlem
- Arne Lindblad – luffare, ligamedlem
- Fritiof Billquist – Svedje, Bertolds assistent
- Semmy Friedmann – Berg, lärare på Musikaliska Akademien

## Filmmusik i urval
- Ballad, piano, nr 4, op. 52, f-moll, kompositör Frédéric Chopin
- Blumenlied, kompositör Gustav Lange
- Stephanie Gavotte, kompositör Alphons Czibulka